# Otto Jäger
Otto Jäger (6. dubna 1890 Aš – 19. srpna 1917 Itálie) byl rakousko-uherský vojenský letec. Se sedmi prokázanými vzdušnými vítězstvími se stal leteckým esem.

## Život
Po absolvování střední školy absolvoval od roku 1909 vojenskou službu a byl zařazen do záložního praporu. Když vypukla první světová válka, byl zařazen k 67. pěšímu pluku a byl poslán na ruskou frontu Dne 30.8.1914 byl zraněn v bitvě u Komarówa. Dne 1. listopadu 1914 byl povýšen na poručíka. 21. března a 17. května 1915 byl znovu zraněn a jeho plíce byly oteklé. Po hospitalizaci byl převezen do vnitrozemí, kde sloužil jako výcvikový důstojník.

### Letecký pozorovatel
Na podzim 1915 se Jäger přihlásil do c.k. leteckého sboru (německy Kaiserliche und Königliche Luftfahrtruppen). V roce 1916 na jaře dokončil pozorovací kurz a byl přidělen k Flik 10 (německy Fliegerkompanie 10) bojující na ruské frontě. Dne 5. května 1916 s letounem Albatros B.I s pilotem Karlem Urbanem zasáhli ruský bombardér Ilja Muromec blízko obce Koryto. Dne 3. června 1916 donutili přistát bombardér výrobce Farman. O čtyři dny později Jäger a Urban společně sestřelili dva Farmany u Klevaně v Rovenském rajónu. Dne 2. srpna 1916 Jäger a Urban letěli na ranní hlídce s letounem Hansa-Brandenburg C.I. a zničili bombardér Sikorsky; ruští váleční zajatci později potvrdili smrt ruských letců.

### Stíhací pilot
V září 1916 se přihlásil do pilotního kurzu, který absolvoval v prosinci. V březnu 1917 byl přesměrován na italskou frontu, k Flik 17. Dne 2. května 1917 měl Jäger kvůli rotující vrtuli zlomené obě nohy a byl dva měsíce hospitalizován. V červenci 1917 byl poslán zpět na ruskou frontu. Dne 20. července 1917 letěl s Albatrosem D.III a zasáhl u vesnice Vibudiv v Ternopilském rajónu neznámý typ ruského letounu.
Začátkem srpna 1917 byl opět odvelen na italskou frontu ke specializované stíhací peruti Fliegerkompanie 42J (Flik 42J), která byla umístěna na letišti Sežana východně od Terstu. Dne 19. srpna 1917 zasáhl poblíž hory Ermada dvoumístný letoun výrobce Nieuport. Později ve stejném souboji se Jäger dostal pod palbu z druhého Nieuportu. Křídla Jägerova Albatrosu D.III se poškozením zhroutila a on se zřítil k smrti. Po jeho smrti mu byl udělen Řád železné koruny.

## Vyznamenání
- Řád železné koruny (in memoriam)
- Stříbrná vojenská záslužná medaile (Rakousko)
- Vojenský záslužný kříž (Rakousko)
- Železný kříž